# Vereniging Zusterhulp

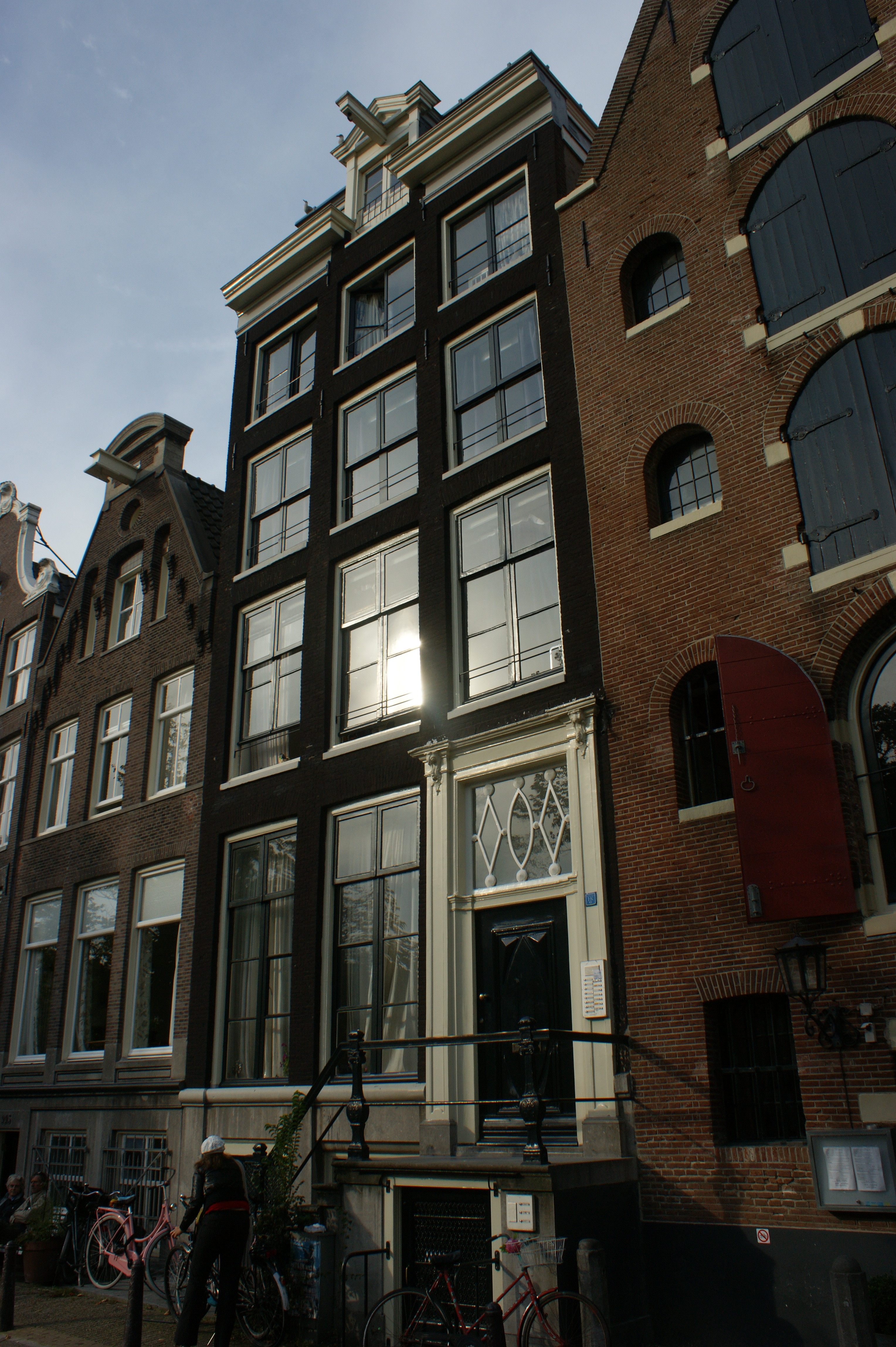
Prinsengracht 997, pand van woonhuis 'Eigen Haard'

De Vereniging 'Zusterhulp' was een Nederlandse vereniging uit 1902 die was bedoeld om stoffelijke en geestelijke hulp te verlenen aan alleenstaande vrouwen en meisjes ongeacht stand of geloof. 
De vereniging werd opgericht door Johanna Riemsdijk-van der Leeuw en Henriëtte Spiering. Om hulp te bieden aan vrouwen werden door de stichting enkele centra ingericht. Zo was er vanaf 1906 het rusthuis 'Moria' bij Nunspeet, waar vrouwen konden aansterken, vanaf 1914 het woonhuis 'Eigen Haard' aan de Prinsengracht in Amsterdam voor jonge ongehuwde vrouwen met een baan in Amsterdam. In 1924 volgde sanatorium Erica en in 1933 sanatorium De Kraaienhorst, naast elkaar in Nunspeet gelegen. Ook had de vereniging in Den Haag een kantoor voor werkverschaffing in de vorm van naaiwerk dat thuis gedaan kon worden.
In 1979 veranderde de naam in de Johanna van Riemsdijk Stichting. Het archief van de vereniging is te vinden bij Atria.